# بندلربلوک

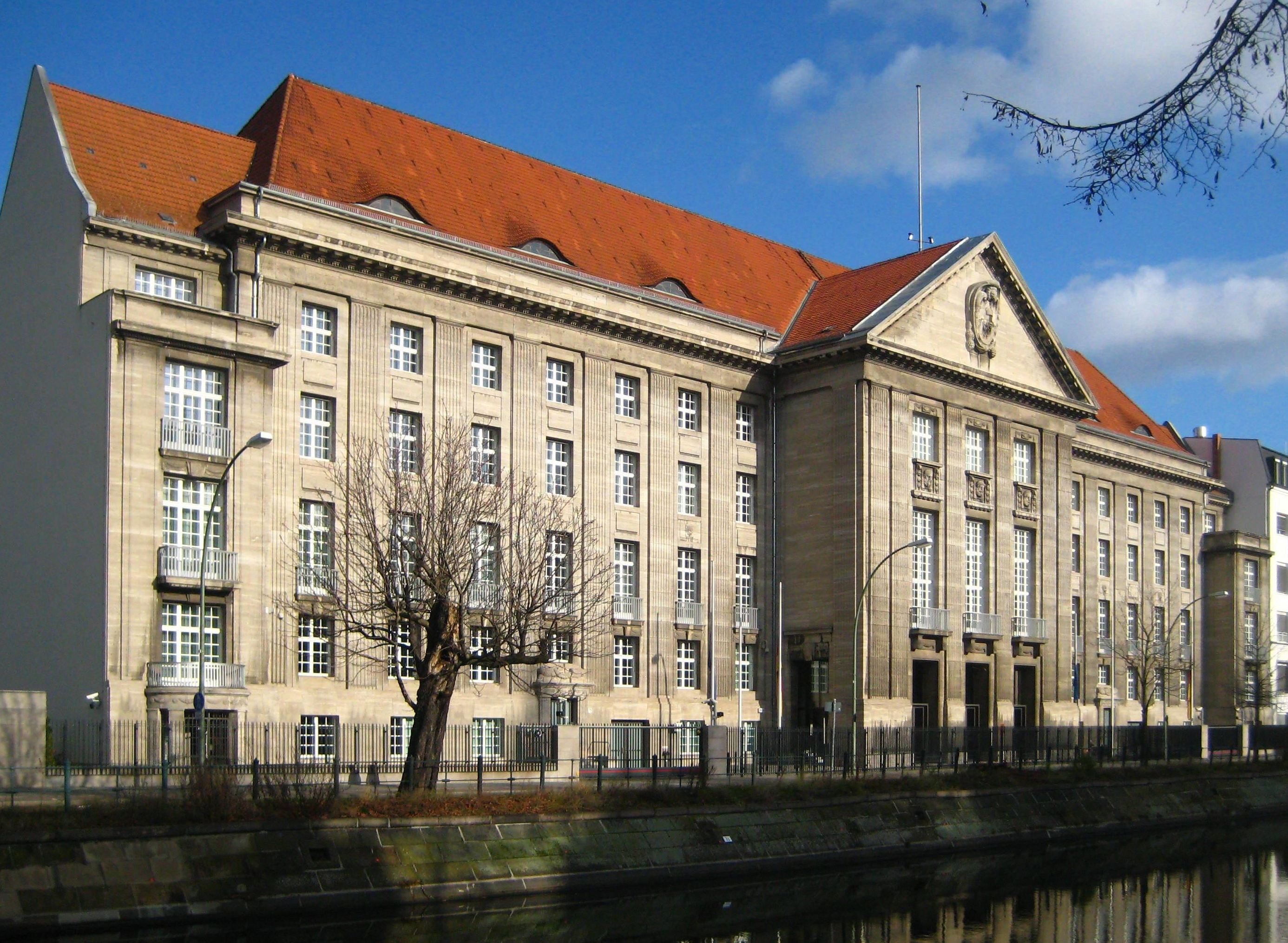
نمای جنوبی بلوک ۲ بندلربلاک

بندلربلاک (انگلیسی: Bendlerblock) یک مجموعهٔ ساختمانی واقع در محلهٔ تیرگارتن برلین، آلمان است. این مجموعه در سال ۱۹۱۴ میلادی به‌عنوان مرکز چندین دفتر نیروی دریایی امپراتوری آلمان ساخته شد و پس از جنگ جهانی اول به وزارت رایشسوهر تبدیل شد.
این ساختمان مقر افسران گروه مقاومت ارتش آلمان نازی بود که کودتای ۲۰ ژوئیه را در سال ۱۹۴۴ بر ضد آدولف هیتلر طرح‌ریزی کرده‌بودند و به همین دلیل مشهور است.